# Folktrónica

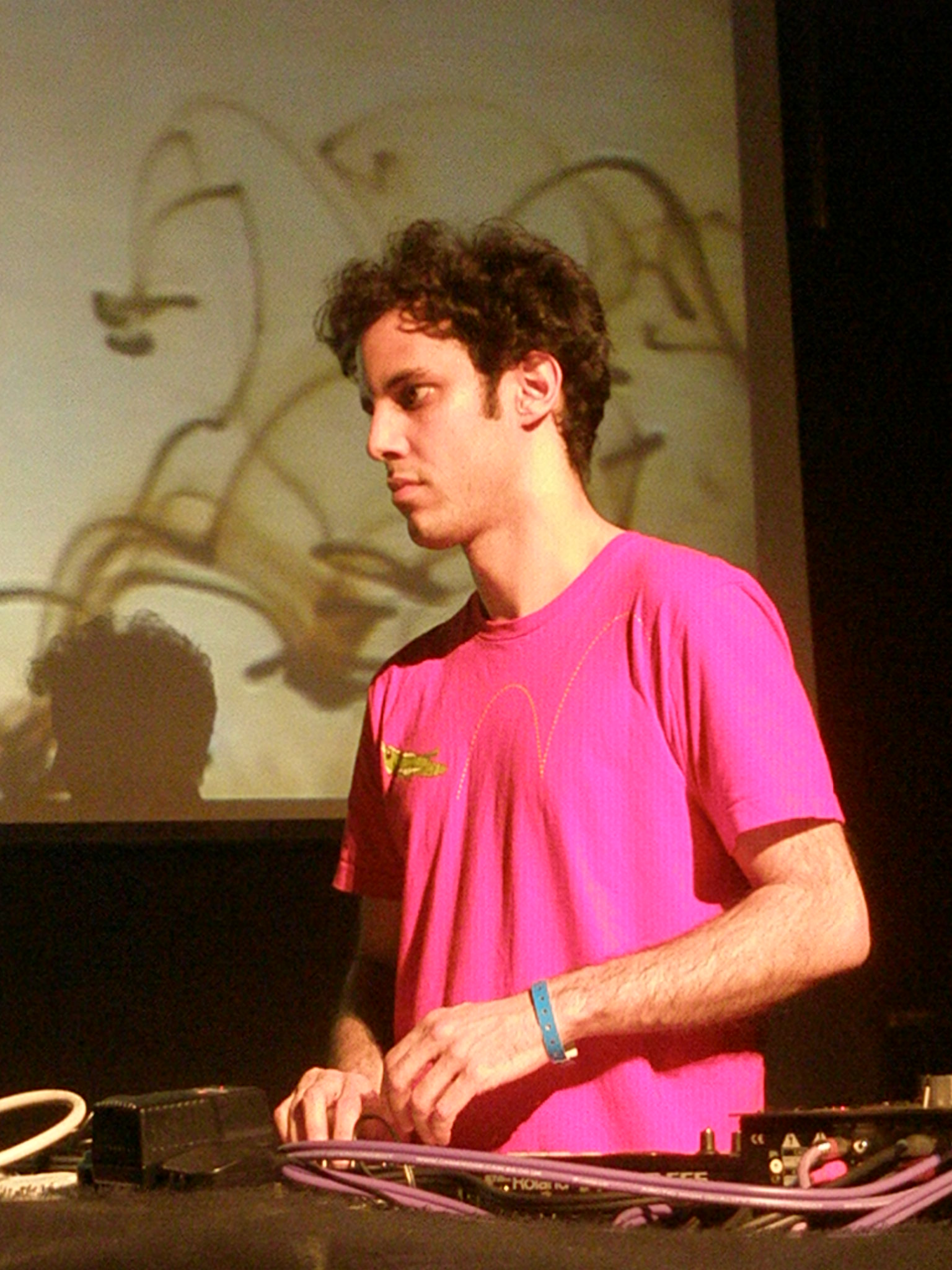
Kieran Hebden (Four Tet) actuando con Steve Reid en el Círculo de Bellas Artes de Madrid (España) para la Red Bull Music Academy, el 11 de abril de 2008.

La folktrónica o electrofolk es un género musical que comprende diversos elementos de la música folk y la música electrónica, con uso de instrumentos acústicos —especialmente instrumentos de cuerda— e incorporando ritmos del hip hop o el dance. Por lo general, se utilizan computadoras durante el proceso de grabación.

## Historia
El término fue acuñado por el escritor sobre música Jim Byers del ya extinto sitio web BurnitBlue.com, durante la proliferación de sellos como Twisted Nerve de Mánchester, responsable de la aparición de Badly Drawn Boy, pero con sus orígenes en la electrónica. Fue utilizado más adelante al describir la música de Kieran Hebden y su proyecto Four Tet en 2001. En 2001, el artista de pop posmoderno Momus lanzó un álbum titulado Folktronic, deliberadamente explorando (y satirizando) la fusión. Un género similar es el "Laptop folk", que hace referencia a un folk electrónico un poco más minimalista. El género tiene algunos antecedentes en las obras electroacústicas de compositores más experimentales como Paul Lansky (especialmente en su álbum Folk Images), y Alan Sondheim. 